# 黑斑圆腹蛛
黑斑圆腹蛛（学名：Dipoena nigromaculata）为球蛛科圆腹蛛属的动物。分布于日本、台湾岛等地。